# Llista grisa
Una  llista grisa  o  greylist  és una tècnica per al control de correu brossa. És un mètode de defensa que bloqueja la majoria dels correus indesitjats que es reben en un servidor de correu.
La paraula anglesa greylisted (allistat en la llista grisa), per analogia amb una llista negra, va ser proposat per Evan Harris per intentar limitar el correu brossa. Tant en nom com en la forma d'operar està relacionat amb els termes llista blanca i llista negra. Es refereix al procés mitjançant el qual, per protegir-se de missatges que són potencialment correu brossa, el servidor de correu (a nivell del protocol SMTP) rebutja el missatge i demana que aquest sigui reenviat. Aquesta tècnica tracta d'aprofitar l'existència d'errors temporals en l'estàndard SMTP. Un servidor de correu que funcioni d'acord amb aquest estàndard tornarà a intentar indefinidament enviament.
Els servidors utilitzats pels enviadors de correu brossa no solien complir amb els estàndards i generalment envien missatges en massa sense preocupar-se si han arribat correctament. La idea central és que els servidors de correu legítims mantinguin el missatge rebutjat en cua i tornen a reenviar-lo més tard, el que permet que el missatge arribi al destinatari. S'assumeix que els servidors de correu no legítims i les màquines Zombies no reintentarán l'enviament.
Les llistes negres allisten els servidors o comptes de correu des dels quals està prohibit rebre correu i les llistes blanques els que són autoritzats sense verificació. La llista grisa allista els servidors dels quals encara no se sap si són fonts fiables o emissors de correu brossa i que per conseqüència encara necessiten una verificació. Aquesta verificació pot ser manual (per l'usuari o servidor font) o automàtica (per anàlisi estadística de missatges rebuts i que no compleixen totalment amb les característiques definides al document RFC.

## Funcionament
Un servidor de SMTP que fa llistes grises registra les dades de cada missatge:
- L'adreça IP del remitent
- La direcció del remitent
- La direcció del destinatari

Aquesta tripleta que identifica el missatge s'emmagatzema dins del servidor. Si la tripleta del missatge no ha estat vista amb anterioritat, es rebutja temporalment el missatge. La quantitat de temps de vida les tripletes i el lapse entre la primera aparició de la tripleta i la seva acceptació són configurables
Aquesta mesura pot causar retards en el subministrament de correu, impossibles de saber a priori, en alguns casos pot representar una molèstia per algun usuari, però segons la Universitat Politècnica de Catalunya els beneficis globals quant a l'eliminació del correu brossa són molt superiors. Tanmateix la taxa de detecció de correu brossa pot baixar, com que remitents de correu brossa saben com moure per la llista grisa.